# Anoectangium magnirete
Anoectangium magnirete är en bladmossart som beskrevs av Edwin Bunting Bartram 1945. Anoectangium magnirete ingår i släktet Anoectangium och familjen Pottiaceae. Inga underarter finns listade i Catalogue of Life.